# Marcel Hendrickx (homme politique)
Pour les articles homonymes, voir Hendrickx et Marcel Hendrickx.
Marcel Hendrickx, né le 21 août 1935 à Turnhout et mort le 26 octobre 2020,, est un homme politique belge flamand, membre du CD&V.
Il fut courtier en assurance.

## Fonctions politiques
- Ancien échevin de Turnhout.
- Bourgmestre de Turnhout.
- Député fédéral du 13 juin 1999 au 10 avril 2003.